# ممين
الموامين هو حي كبير في مدينة بوسعادة بالجزائر يقطن به السكان الاصليون لمدينة بوسعادة له معالم أثرية كثيرة كمنزل الفنان نصر الدين ديني ومسجد عبد الله بن مسعود وفندق القائد كذلك الكنيسة القديمة التي حولت إلى متحف المجاهد.